# 石崎村 (茨城県)
石崎村（いしざきむら）は茨城県東茨城郡にかつて存在した村である。

## 地理
- 現在の茨城町の東部に位置する。
- 村は涸沼の北岸に位置する。
- 村域の多くは台地で、涸沼の周囲は平地になっている。

## 歴史
村名は3村がかつて一つの石崎村だったことに由来する。

### 村域の変遷
- 1889年（明治22年）4月1日 - 町村制施行により、上石崎村・中石崎村・下石崎村が合併し東茨城郡石崎村が発足。
- 1896年（明治27年） - 沼前村の海老沢・神宿の各一部を編入。
- 1952年（昭和27年） - 上石崎の一部が沼前村に編入。
- 1955年（昭和30年）4月1日
  - 酒門村の若宮を編入。
  - 酒門村の大部分は水戸市に編入。
- 1958年（昭和33年） 
  - 2月11日 - 沼前村が東茨城郡長岡町・上野合村・川根村と合併し東茨城郡茨城町が発足。
  - 3月5日 - 茨城町に編入される。同日石崎村廃止。

変遷表
| 1868年 以前 | 1868年 以前     | 明治22年 4月1日 | 明治27年      | 昭和27年      | 昭和30年 4月1日 | 昭和33年 2月11日 | 昭和33年 3月5日 | 現在   |
| ----------- | --------------- | --------------- | ------------- | ------------- | --------------- | ---------------- | --------------- | ------ |
|             | 上石崎村        | 石崎村          | 石崎村        | 沼前村 に編入 | 沼前村          | 茨城町           | 茨城町          | 茨城町 |
|             | 上石崎村        | 石崎村          | 石崎村        | 石崎村        | 石崎村          | 石崎村           | 茨城町 に編入   | 茨城町 |
|             | 中石崎村        | 石崎村          | 石崎村        | 石崎村        | 石崎村          | 石崎村           | 茨城町 に編入   | 茨城町 |
|             | 下石崎村        | 石崎村          | 石崎村        | 石崎村        | 石崎村          | 石崎村           | 茨城町 に編入   | 茨城町 |
|             | 海老沢村 の一部 | 沼前村 の一部   | 石崎村 に編入 | 石崎村        | 石崎村          | 石崎村           | 茨城町 に編入   | 茨城町 |
|             | 神宿村 の一部   | 沼前村 の一部   | 石崎村 に編入 | 石崎村        | 石崎村          | 石崎村           | 茨城町 に編入   | 茨城町 |
|             | 若宮村          | 酒門村 の一部   | 酒門村 の一部 | 酒門村 の一部 | 石崎村 に編入   | 石崎村           | 茨城町 に編入   | 茨城町 |

## 人口・世帯

### 人口
総数 [単位： 人]
| 1891年（明治24年） | 2,663 |
| 1920年（大正 9年） | 3,617 |
| 1935年（昭和10年） | 3,901 |
| 1950年（昭和25年） | 5,535 |

### 世帯
総数 [単位： 世帯]
| 1920年（大正 9年） | 811 |
| 1935年（昭和10年） | 818 |
| 1950年（昭和25年） | 969 |